# Noah Akwu

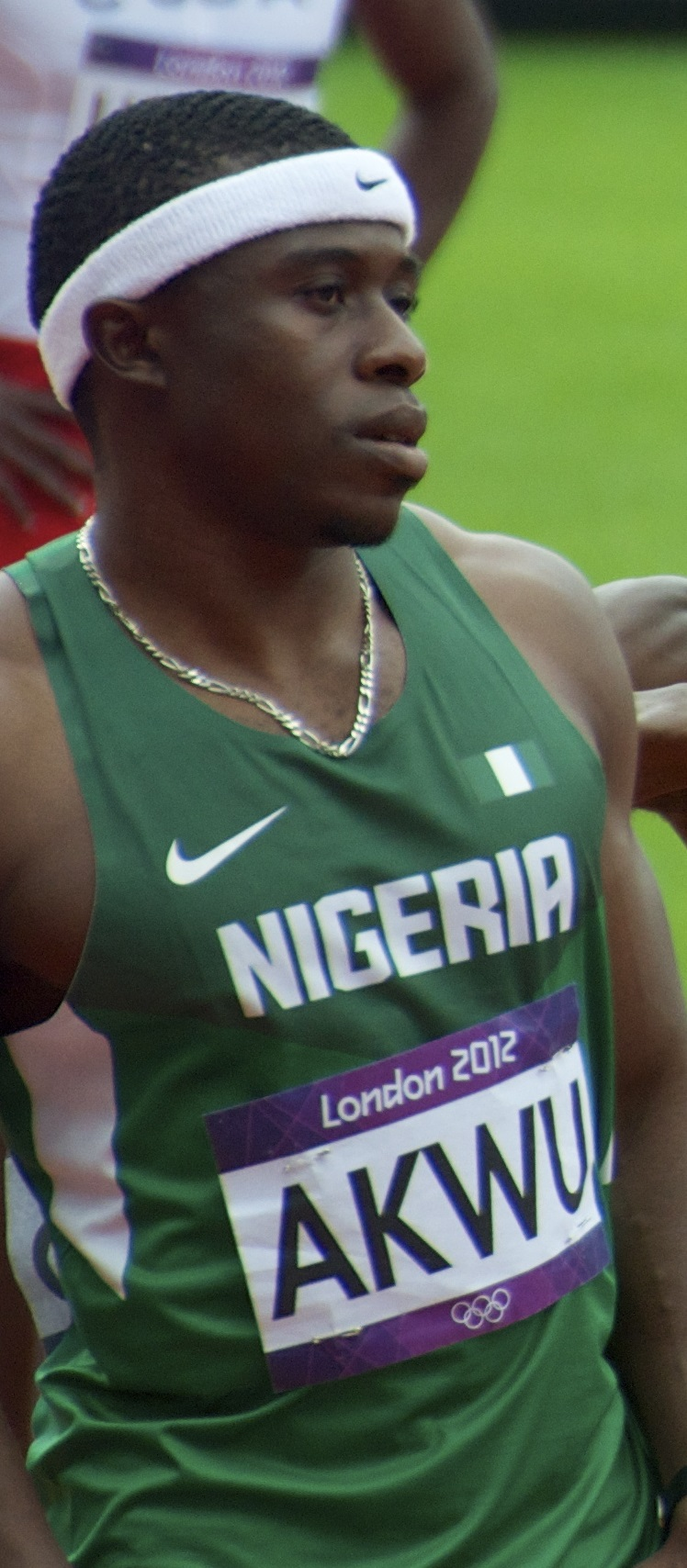
Noah Akwu, 2012

Noah Akwu (* 23. September 1990) ist ein nigerianischer Sprinter.
Bei den Weltmeisterschaften 2009 in Berlin wurde er in der 4-mal-400-Meter-Staffel Achter.
2012 gewann er über 200 Meter bei den Afrikameisterschaften in Porto-Novo Bronze und schied bei den Olympischen Spielen in London im Vorlauf aus.
Bei den Weltmeisterschaften 2013 in Moskau kam er mit der nigerianischen 4-mal-400-Meter-Stafette nicht über die erste Runde hinaus.
2014 schied bei den Hallenweltmeisterschaften in Sopot die nigerianische Stafette in der Besetzung Tobi Ogunmola, Akwu, Isah Salihu und Cristian Morton trotz eines Afrikarekords von 3:07,95 min im Vorlauf aus. Im Sommer wurde er bei den Commonwealth Games in Glasgow über 400 Meter im Vorlauf disqualifiziert und kam mit der Stafette über den siebten Platz. Bei den Afrikameisterschaften in Marrakesch wurde er über 400 Meter Siebter und gewann mit der nigerianischen Stafette Silber.

## Persönliche Bestzeiten
- 200 m: 20,54 s, 6. Juli 2012, Kumasi
  - Halle: 20,86 s, 11. März 2011, College Station
- 400 m: 45,59 s, 20. Juni 2013, Calabar